# Milestone (Audiogerät)
Der Milestone (deutsch Meilenstein) war das erste multifunktionale Sprachnotizgerät und Hörbuch-Abspielgerät für blinde, sehbehinderte und sehende Menschen  für das DAISY-Hörbuch.

## Geschichte
Der erste Milestone mit der Typenbezeichnung 310 wurde im Dezember 2003 als reines Sprachnotizgerät für Blinde und Sehbehinderte präsentiert. Der Zürcher Ingenieur Stephan Knecht hatte das Gerät zusammen mit Schweizer Blindenorganisationen entwickelt. Im Herbst 2006 kam der Milestone 311 auf den Markt und war das erste portable Abspielgerät für das DAISY-Format.
Seit 2008 gibt es den Milestone 312, optional mit freigeschaltetem Kalender, Radio und RFID-Leser und durch Add-Ons bisher mit einem Farberkennungsgerät und einem Barcodeleser erweiterbar. 2009 folgte der 212, ein einfacher Daisyspieler und MP3-Player/Rekorder mit Notizbuchfunktion.

## Funktionen
Der Milestone ist so klein wie eine Kreditkarte, 14 Millimeter dünn und 70 Gramm leicht. Charakteristisch sind die fünf kreuzförmig angeordneten Bedienungstasten.
Als Sprachnotizgerät zeichnet der Milestone mit dem eingebauten Mikrophon Gespräche oder Sprachnotizen in hoher Aufnahmequalität auf. Ordner und Hierarchien können zuvor auf dem Computer selbst angelegt und über USB-Kabel auf den Milestone übertragen werden. Die Sprachaufnahmekapazität des Milestone beträgt zwei Stunden (311) bzw. 1 Tag (212/312) im internen Speicher, auf der SD-Memory-Card-Speicherkarte ein Mehrfaches davon.
Als MP3-Player und -Recorder macht der Milestone Aufnahmen in Hi-Fi-Stereo-Qualität von Internet, PC, CD-Spieler, Radio oder Telefon.
Als Abspielgerät für ein DAISY-Hörbuch wird beim 311/212 eine SD-Speicherkarte in den Milestone gesteckt. Durch die MP3-Komprimierung lassen sich einige Hörbücher unterbringen. In Hörbüchern mit dem DAISY-Format kann man zudem wie in einem gedruckten Buch blättern, von Kapitel zu Kapitel springen, von Seite zu Seite oder zu den Fußnoten und wieder zurück.
Mit dem Milestone 312 kann beliebig vom internen Speicher oder der Speicherkarte abgespielt oder aufgenommen werden.
Für blinde und sehbehinderte Hörer relevant ist die Tatsache, dass der Milestone über die fünf kreuzförmig angeordneten, großen Tasten mit Reliefsymbolen und eine zusätzliche Selektor-Taste sprichwörtlich "blind" zu bedienen ist.